# Wilków (gromada w powiecie złotoryjskim)
Wilków – dawna gromada, czyli najmniejsza jednostka podziału terytorialnego Polskiej Rzeczypospolitej Ludowej w latach 1954–1972.
Gromady, z gromadzkimi radami narodowymi (GRN) jako organami władzy najniższego stopnia na wsi, funkcjonowały od reformy reorganizującej administrację wiejską przeprowadzonej jesienią 1954 do momentu ich zniesienia z dniem 1 stycznia 1973, tym samym wypierając organizację gminną w latach 1954–1972.
Gromadę Wilków z siedzibą GRN w Wilkowie (osiedlu) utworzono – jako jedną z 8759 gromad na obszarze Polski – w powiecie złotoryjskim w woj. wrocławskim, na mocy uchwały nr 35/54 WRN we Wrocławiu z dnia 2 października 1954. W skład jednostki weszła część gruntów dotychczasowej gromady Wilków o powierzchni 86 ha ze zniesionej gminy Nowy Kościół w tymże powiecie. Dla gromady ustalono 14 członków gromadzkiej rady narodowej.
13 listopada 1954, po pięciu tygodniach, gromadę Wilków zniesiono w związku z nadaniem jej statusu osiedla. 
1 stycznia 1973, w związku z kolejną reformą gminną, Wilków utracił status osiedla, stając się częścią składową reaktywowanej gminy Złotoryja.